# Bongo Boy (Lied)
Bongo Boy ist ein Lied der österreichischen Pop-Rock-Band Erste Allgemeine Verunsicherung aus dem Jahr 1997.

## Entstehung und Veröffentlichung
Produziert wurde das Lied gemeinsam von den EAV-Mitgliedern Klaus Eberhartinger und Thomas Spitzer, wobei letzter der alleinige Urheber des Stücks ist.
Die Erstveröffentlichung von Bongo Boy erfolgte am 25. August 1997 als Teil von Im Himmel ist die Hölle los bei EMI (Katalognummer: 7243 8 21444 2 7), dem zehnten Studioalbum der Ersten Allgemeinen Verunsicherung. Am 1. Dezember 1997 erschien das Lied als Singleauskopplung aus dem Album. Diese erschien als 2-Track-CD-Single mit einem Remix als B-Seite (Katalognummer: 7243 8 84919 2).
Die Band hatte mit dem Lied einen Liveauftritt in der deutschen Schlagerparade am 30. November 1997 sowie in der Musiksendung Musik liegt in der Luft am 18. Januar 1998. Außerdem durften sie ihren Titel auch in einem Comedy-Spezial der ZDF-Hitparade am 14. Februar 1998 präsentieren und erreichten den ersten Platz.

## Inhalt
Der Titel erzählt die Lebensgeschichte eines Mannes, welcher schon in jungen Jahren Gefallen am Trommeln fand. Diese Leidenschaft begleitet ihn bis in die Pubertät, als er anfängt eine Beziehung mit einem Mädchen, namens Margaret, zu führen und anschließend bis zum Tod. Das Lied dient als Stimmungsmacher und hat keinen ernsten Hintergrund:

„I’m the Bongo Boy, I am the Bongo Boy,

wenn ich trommle fliegt das Heu!

I’m the Bongo Boy, I am the Bongo Boy

und ich fühl' mich gut dabei!

I’m the Bongo Boy, I’m the Bongo Boy,

sudlidapdapsudlidabdab.

I’m the Bongo Boy, I’m the Bongo Boy,

jawoll, die Post geht ab!“

## Chartplatzierungen
| ChartsChartplatzierungen | Höchstplatzierung | Wochen |
| ------------------------ | ----------------- | ------ |
| Österreich (Ö3)          | 32 (2 Wo.)        | 2      |